# Dupree (Houston County, Alabama)
Dupree ist eine Ortschaft (Unincorporated Place) im Houston County des US-Bundesstaates Alabama in den Vereinigten Staaten. Dupree liegt in einer Höhe von 61 Metern über dem Meeresspiegel.
Die Ortschaft besteht allein aus einem historischen Schulgebäude, der Historic Dupree School, das sich an der Kreuzung von Antioch Church Road und Coot Adams Road befindet und als Anschrift "1116 Antioch Church Road, Ashford, Alabama 36312" führt. Die Schule wurde 1904 gegründet und bis zum Ende der 1940er oder dem Beginn der 1950er betrieben. Unterrichtet wurden in dem einräumigen Gebäude, dass bei Bedarf in zwei Räume abgeteilt werden konnte, Schüler bis zur sechsten Klasse. Ab 1953 diente das Gebäude als Versammlungsstätte. 2018 wurde das ehemalige Schulgebäude durch den Hurrikan Michael beschädigt und später vandaliert.

## Nächstgelegene Städte
- Ashford
- Beauregard
- Cottonwood
- Cowarts
- Gordon
- Webb